# Elias Ellefsen á Skipagøtu
Elias Ellefsen á Skipagøtu (* 19. Mai 2002 in Kopenhagen, Dänemark) ist ein Handballspieler von den Färöern. Der 1,85 m große mittlere Rückraumspieler spielt seit 2023 für den THW Kiel und steht zudem im Aufgebot der färöischen Nationalmannschaft.

## Karriere

### Verein
Elias Ellefsen á Skipagøtu spielte neben dem Handball auch Tischtennis und Fußball, konzentrierte sich aber ab dem 14. Lebensjahr auf den Handball. Sein erster Verein war H71 Hoyvík in der Hauptstadt Tórshavn, wo bereits sein Vater aktiv war. In der Saison 2018/19 sammelte er erste Erfahrung in Dänemark bei Skanderborg Håndbold, ehe er wieder auf die Färöer zurückkehrte. Mit Hoyvík nahm Ellefsen am EHF Challenge Cup 2019/20 teil, wo er zwei Tore bei der Auswärtsniederlage beim slowenischen RK Maribor Branik beisteuerte. Zur Saison 2020/21 wechselte der Spielmacher in die erste schwedische Liga, die Handbollsligan, zum IK Sävehof, mit dem er 2021 die Meisterschaft und 2022 den schwedischen Pokal gewann. Für Sävehof erzielte der 19-jährige 70 Tore in der EHF European League 2021/22 und 122 Tore in der Handbollsligan. Nachdem er sich im September 2022 in einem Spiel am Knie verletzt hatte, konnte er bis Februar 2023 nicht spielen.
Zur Saison 2023/24 wechselte er zum deutschen Verein THW Kiel. Mit dem THW Kiel gewann er 2023 den DHB-Supercup und 2025 den DHB-Pokal.

### Nationalmannschaft
Bei den European Open 2019, einem U 17-Turnier in Schweden, führte Ellefsen seine Auswahl mit 69 Toren in neun Spielen zum Titelgewinn und wurde zum besten Spieler des Turniers gekürt. Bei der U-21-Weltmeisterschaft 2023 in Deutschland und Griechenland erreichte er mit seiner Auswahl den 7. Platz. Gemeinsam mit dem Japaner Naoki Fujisaka wurde er mit 55 Toren bester Torschütze des Turniers und wurde als bester Mittelmann ins All-Star-Team gewählt.
Für die A-Nationalmannschaft der Färöer warf er in der Qualifikation zur Handball-Europameisterschaft der Männer 2022 in drei Spielen 18 Tore, dabei fünf Treffer beim 27:26-Überraschungserfolg über Tschechien. Bei der Europameisterschaft 2024 schied man nach Niederlagen gegen Slowenien und Polen sowie einem Unentschieden gegen Norwegen in der Vorrunde aus und belegte den 20. Rang. Á Skipagøtu warf 23 Tore in drei Einsätzen.

### Auszeichnungen
- All-Star-Team der Handbollsligan 2021/22
- MVP der Handbollsligan 2021/22
- U-23-Welthandballer des Jahres 2023[10]

### Saisonbilanzen
| Saison    | Verein          | Liga            | Spiele | Tore | 7 m  | Feldtore |
| --------- | --------------- | --------------- | ------ | ---- | ---- | -------- |
| 2019/20   | H71 Tórshavn    | Burn-deildin    |        |      |      |          |
| 2020/21   | IK Sävehof      | Handbollsligan1 | 26     | 088  | 44   | 044      |
| 2021/22   | IK Sävehof      | Handbollsligan1 | 31     | 180  | 52   | 128      |
| 2022/23   | IK Sävehof      | Handbollsligan1 | 18     | 108  | 24   | 045      |
| 2023/24   | THW Kiel        | Bundesliga      | 34     | 098  | 01   | 097      |
| 2024/25   | THW Kiel        | Bundesliga      | 23     | 068  | 0    | 068      |
| 2019–2020 | Burn-deildin    | Burn-deildin    |        |      |      |          |
| 2020–2023 | Handbollsligan  | Handbollsligan  | 075    | 376  | 120  | 256      |
| 2023–2025 | Bundesliga      | Bundesliga      | 057    | 166  | 01   | 165      |
| 2019–2025 | Karriere gesamt | Karriere gesamt | >132   | >542 | ≥121 | >421     |

1Anmk.: Spiele und Tore inklusive Meisterrunde.

## Sonstiges
Sein Bruder Rói Ellefsen á Skipagøtu, seine Cousine Jana Mittún sowie seine Cousins Óli Mittún und Pauli Mittún spielen ebenfalls Handball. Im März 2025 widmete die Färingische Post Elias Ellefsen á Skipagøtu sowie Jana Mittún jeweils eine Sonderbriefmarke.